# (2140) Кемерово
(2140) Кемерово (лат. Kemerovo) — небольшой астероид главного пояса, который был открыт 3 августа 1970 года советским астрономом Тамарой Смирновой в обсерватории Крыма и назван в честь города Кемерово.

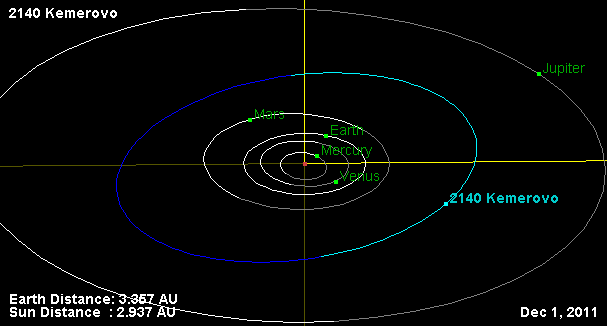
Орбита астероида Кемерово и его положение в Солнечной системе